# Fortaleza de la Guía
La fortaleza de la Guía (en portugués: Fortaleza da Guia; en chino: 東望洋炮台) es un fuerte, capilla, y un complejo para un faro militar colonial del siglo XVII. Esta en la parroquia de San Lázaro, Municipio de Macao, al sur de China.
El complejo forma parte del Centro histórico de Macao, declarado Patrimonio de la Humanidad.
La fortaleza y la capilla fueron construidos entre 1622 y 1638, después de un intento fallido de los Países Bajos para capturar la colonia de Macao a Portugal.
El faro de la Guía fue construido entre 1864 y 1865, siendo el primer faro de estilo occidental en Asia oriental o en la costa de China. El faro se sitúa a 91 metros de altura , y tiene una luz visible para unas 20 millas en condiciones climáticas claras. El complejo fue construido en el punto más alto de Macao, la colina Guía, y tiene el nombre de la misma ubicación. Hoy , el sitio es un destino turístico.